# جاباري براون
جاباري براون (بالإنجليزية: Jabari Brown)‏ مواليد 18 ديسمبر 1992، هو لاعب كرة سلة أمريكي يلعب مع فريق لوس أنجلوس ليكرز في الرابطة الوطنية لكرة السلة ويحمل الرقم 15. يبلغ طوله 6 قدم 5 بوصة (2.0 م).

## فرق لعب لها
- لوس أنجلوس ليكرز

## روابط خارجية
- جاباري براون على موقع إن بي أي (الإنجليزية)
- جاباري براون على موقع سبورتس رفرنس (الإنجليزية)
- جاباري براون على موقع كرة السلة الأوروبية.كوم (الإنجليزية)
- جاباري براون على موقع كلية كرة السلة في سبورتس رفرنس.كوم (الإنجليزية)
- جاباري براون على موقع ريلجم (الإنجليزية)
- جاباري براون على موقع بروبوليرز (الإنجليزية)
- جاباري براون على موقع سبورتس رفرنس (الإنجليزية)
- جاباري براون على موقع سبورتس رفرنس (الإنجليزية)